# 双子の騎士
『双子の騎士』（ふたごのきし）は、手塚治虫による日本の少女漫画作品。『リボンの騎士』の続編にあたる。

## 概要
『少女クラブ』（講談社）に連載された、オリジナル版『リボンの騎士』（『リボンの騎士・少女クラブ版』）の続編にあたり、『なかよし』で1958年1月号から1959年6月号にかけて連載された。なお、連載中のタイトルは『リボンの騎士』であり『双子の騎士』は単行本化の際に改題されたタイトルである。
そのため、後に同誌で連載された『リボンの騎士』のセルフリメイク作品である『リボンの騎士・なかよし版』とは多少設定の矛盾が生じている。
かつて『なかよし』誌にて連載していた『こけし探偵局』が小味で振るわなかったため、当時の『なかよし』編集部が「『少女クラブ』で好評を博した『リボンの騎士』をもう一度」と、手塚に打診したのが製作のきっかけであり、手塚自身は「『リボンの騎士』はもう終了した物語だから」と、執筆に乗り気ではなかった。しかし、編集部の熱意に押され、結局執筆することになった作品である。
当時の『なかよし』は『少女クラブ』よりも年下を対象とした雑誌として位置づけられていたため、ストーリーや絵の簡略化を求められ、前者の理由でストーリーが『リボンの騎士』を簡略化させた焼き直しに近いものとなり、一方で後者は設定などの複雑さから果たすことができなかった。そのため最初の『リボンの騎士』以上の人気を取ることができずに終わることとなる。
手塚サイドのオフィシャル見解では、時に「リボンの騎士の（最初の）リメイク作品」と紹介されることがある。

## あらすじ
ゴールドランドとシルバーランドがひとつになったシルバーランド。元・ゴールドランド王子の国王フランツと結婚し、シルバーランド国王妃となった元・シルバーランドの王子サファイアに男女の双子が生まれた。
程なくして、双子の王子と姫のどちらが王位継承権を得るのかをめぐって内乱が起こり、神託で正式に世継ぎと認められた兄・デージィ王子は、幼いうちに王家の家臣・ダリア公爵夫妻の陰謀で猛獣・ズボラが棲む森に捨てられてしまう。森に捨てられたデージィは、沼の女神さまから夜の間だけ人間になれる魔法をもらった心優しい雌鹿パピに弟・ロニーとして育てられる。一方、妹・ビオレッタ姫は一日おきに王子の扮装をして兄の身代わりになりながらも、シルバーランド国を訪れた某国の王子・白の王子に恋心を抱くようになる。
ビオレッタを逆恨みする白の王子の双子の弟・黒の王子と共謀したダリア公爵夫妻により、国王夫妻とビオレッタは北の塔に幽閉され、国王夫妻は彼らに毒を盛られてしまう。
ねずみ達の助けを借りて脱獄し2代目・リボンの騎士となったビオレッタは、ジプシーの女王・エメラルドが座長を勤める旅一座と共に、黒の王子とダリア公爵夫妻の陰謀を阻止するべく旅立った。

## 主な登場人物
ビオレッタ（デージィ）
本作のメイン主人公。前作主人公のサファイアとフランツの娘。名前のビオレッタは英語でスミレの花を意味している。
国の混乱を避けるため、幼い頃さらわれて行方不明となった双子の兄・デージィ王子の身代わりを務めている。そのため一日おきに男の暮らしと女の暮らしを交互に営むことを強いられている。一度だけ母親に対して我が身を嘆くが、その際に兄の存在を教えられ、まだ見ぬ兄に深い思慕を抱くようになる。
後にその事実をダリヤ公爵夫妻に知られ、母と共に城の塔に幽閉される。その際、より強く生きるためサファイアから密かに「リボンの騎士」としての剣の手ほどきを受ける事に。しかし、この事もダリヤたちの知ることとなり、母からも引き離されることとなってしまう。
ある日、ねずみの子供の持っていた食べ物に毒が入っていることに気づき、自分たちが毒殺される運命にあることを知る。しかし、ねずみの子供を助けたことで城のねずみたちを味方につけ、幽閉されていた城の塔から脱出した。その後は「2代目・リボンの騎士」として、ダリヤたちと戦い兄を探すことになる。
兄を育てたというパピに会うためズボラの森を訪れるが、そのときにはすでにパピは死亡していた。兄を探すたった一つの手がかりを失って悲嘆にくれる中、ジプシーのキャラバンに出会い、行動を共にすることとなる。その生活の中でキャラバンの長の娘（作内では「ジプシーの王女さま」とも呼ばれる）エメラルドと出会い、彼女と深い友情で結ばれる。
苦難の果てにシルバーランドに戻ってきたとき、国王夫妻（両親）の訃報を知らされることになる。怒りに燃える彼女はその葬儀の席にリボンの騎士として乗り込むが、そこで自らに瓜二つのデージィ王子を名乗る少年と出会う事になる。その混乱の中で父母は実は死んでおらず、眠っているだけであることに気づき、自らの目的に「両親を目覚めさせるための手段を探す」事が付け加えられる。
最終的に城に乗り込み、偽者のデージィが実は本物であることを知り、長い間望んできた兄妹の再会が果たされる。その際には感激と一人ではなくなった安心感から兄にすがって思いっきり泣いた。
そして、最後に兄妹協力してダリヤ一味を壊滅に追い込み、両親を救い、シルバーランドに平和を取り戻した。
デージィ（ロニー）
本作のサブ主人公。サファイアとフランツの息子で、ビオレッタの双子の兄である本物のデージィ王子。名前の由来はデージーの花。
幼い頃に城の実権を狙うダリヤ一味にさらわれ、怪物ズボラが潜む「ズボラの森」に捨てられてしまう。あわや怪物に食べられてしまうかというところを仔鹿のパピに助けられ、魔法で人間に変身したパピの弟として育てられる。
時は流れ、ズボラの森の狩人・ロニーとして暮らしていたある日、鹿を見つけて討とうとするが逃げられてしまい、その鹿を付け狙うようになる。しかし、その鹿こそ自らを育ててくれた姉のパピその人だった。知らずに彼女を討ってしまうロニーだったが、姉が事切れる寸前にその真実を知る事になる。そして姉に自らの出自を教えられ「お城に戻り悪者をほろぼして」と遺言される。
森を去る際にパピの墓を荒らそうとした森の主・ズボラを倒し、ズボラによって虐げられていた森の動物たちから森の新たなる主として認められ、この事を手土産に城に戻る。しかし、城はすでにダリヤの支配が隅々まで及んでいた。最初は正体を疑われダリヤたちの姦計により、奴隷部屋へと送られることになる。そこでの重労働でも自らの正体を隠し通し、この生活により城の暗部を知る事になる。
後にビオレッタに逃げられて王子の身代わりを欲したダリヤたちによって、偽者のデージィ王子に仕立てられ、また、一方で自らもその立場を利用するため、正体を隠したままでその話を受け入れる。そのため、リボンの騎士となったビオレッタと刃を交えることにもなった。しかし、戦いの中でズボラの森での暮らしや自らの身体的特徴からビオレッタに自らの身の証を立てることに成功。後はビオレッタと共に本物のデージィ王子としてダリヤから王権を取り戻し両親を助け出した。物語のラストで戴冠式を行い、シルバーランドの新たなる国王となる。
なお、ビオレッタとの違いは前髪の癖。ビオレッタが母親譲りで前髪が丸まっているのに対し、デージィの前髪は直毛である。
ダリヤ公爵夫妻
城の実権を狙う公爵家で、本作の悪の元凶。本来は『ビオレッタ派』の筆頭であったのだが、そのために超えてはならない一線を超えてデージィ王子の誘拐と抹殺に手を出してしまう。そこからはタガが外れたように権力を欲し、サファイアたちを軟禁して毒殺（実際は未遂だが）するなど、卑劣・悪辣の限りを尽くすことになる。名前の由来はダリアの花。
ダリヤ公爵
表立って交渉事を行い、時に大きく出るが、実際には妻の尻に敷かれる小心者。自らのたくらみがいつ破綻するかと戦々恐々としており、デージィとビオレッタが揃い踏みを果たしたときには真っ先に白旗を揚げた。しかし、その後に巻き起こった黒の王子との戦いに巻き込まれて城の塔から落下し、命を落とす。
公爵夫人
本作の黒幕。夫を操りけしかけ、さまざまな策謀をめぐらす悪女で、デージィを抹殺しようとしたのもこの女。かなりのヒステリー持ちで、気に入らないことがあるとすぐさま実力行使に出る。
最後に夫が塔から落下するさまと、それを上から見下ろすデージィとビオレッタの姿に、自らのたくらみが潰えたことに気付いて逃げようとするも、その際にビオレッタの着ていた服とリボンを拝借してしまったため、ビオレッタ抹殺指令を出していた自らの部下に間違いで殺される。
サファイア
前作『リボンの騎士』の主人公。デージィとビオレッタの実母。国の混乱を収めるためとはいえ、我が娘であるビオレッタに自らと同じ運命を背負わせてしまったことに対して、常に心を痛めている。
前作からはるかに成長し、気品と落ち着きのある妃となっているが、一方で「リボンの騎士」としてならした剣の冴えはこの時代でもまったく衰えておらず、ビオレッタの剣技の師でもある。
フランツ
サファイアの夫でデージィとビオレッタの実父。デージィ誘拐事件の折、とっさにサファイアの反対を押し切ってビオレッタを替え玉にしてしまった。
ダリヤの脅迫に屈して幽閉されてしまったり、毒を盛られたりと、本作ではほとんどいいところがない。
チンク
前作に引き続き、今回でも王国を巻き込んだ騒動の元凶となってしまった天使。
サファイアとフランツが王家の嫡子問題に悩んでいた時に「神様の代理」としてやってきた。挙句、棒倒しでデージィを嫡子とするようにお告げを出し、無責任に天に帰っていく。
パピ
ズボラの森に住む仔鹿。デージィをズボラから救ったことで情が移り、彼を育てるために森に住む沼の女神さまから、夜だけ人間の姿になれる魔法をもらう。そしてデージィをロニーと名づけて弟として育てる。
しかし、ある日デージィに鹿の姿の自分を獲物として狙われてしまう。この運命を嘆き、女神に猶予と救いを求めていた。さらに後にシルバーランド国にやってきた黒の王子に生け捕りにされ、城に連れて行かれてしまう。そこでデージィの真の出自を知り、彼と離れるか国が悪者に支配されるかの葛藤にさらされる。
そんな中で、ついにデージィに討たれてしまう。そして今わの際に彼にすべての運命を打ち明け、これに立ち向かうように諭す。
白の王子
ふらりとシルバーランドにやってきた双子の王子のうちの一人。落ち着きと礼儀正しさを備えた、まさに王子と呼ぶにふさわしい好青年。ビオレッタに想いを寄せる。実は人間ではなく白薔薇の精霊である。
黒の王子
ふらりとシルバーランドにやってきた双子の王子のうちの一人。白の王子の弟で黒薔薇の精霊。とかく「いきがる」性格で、横暴この上ない。ビオレッタにつっかかり、剣の勝負を挑むも負けてしまい、これを根にもっている。
ビオレッタへの逆恨みからダリヤに与し、彼女の秘密であるデージィとビオレッタの二重生活を暴き、ダリヤの反乱のきっかけを作った。さらに彼女を苦境に立たすだけでは飽き足らず、ビオレッタの命を狙っている。
エメラルド
物語中盤から登場するジプシーキャラバンの長の娘で、ジプシーの王女。自由を愛する活動的な少女。
当初、ビオレッタを男性と勘違いして好きになってしまうが、後にその正体と出自・生い立ちを知り、彼女に深く同情して固い友情を結ぶ事になる。
メルセデス
エメラルドのジプシーキャラバンを居とする占い師で魔女。エメラルドを孫同然にかわいがっている。
「最後にエメラルドとリボンの騎士のどちらかが死ぬ」と不吉な予言を語り、ビオレッタを不幸を呼ぶ存在だと忌み嫌う。しかしエメラルドの必死の頼みに根負けし、ビオレッタに力と知恵を貸すようになる。
ズボラ
ズボラの森のヌシである怪物。トラやライオンのように凶暴な巨大ネコ。その巨体にものを言わせて森のすべての生物を蹂躙してきた。
パピの墓を荒らしたことでデージィの怒りを買い、彼と対決。崖に追い落とされて命を落とす。
唯一、毛虫を苦手とする。
トム・タム
城の庭師の息子で、ビオレッタの友人。城につれてこられたパピを逃がす。
女神さま
ズボラの森の沼の精霊。パピに「デージィがパピの正体を知れば、そのときにはパピが命を落とさねばならない」という不吉な予言と共に、彼女に夜だけの人間の姿を与えた。

## 単行本
- 手塚治虫漫画選集『双子の騎士』 前・後巻（鈴木出版）
- 虫コミックス『双子の騎士』 全1巻（虫プロ商事）
- 手塚治虫漫画全集『双子の騎士』 全1巻（講談社）
- グランドコレクション『双子の騎士』 全1巻（講談社）
- 講談社漫画文庫『双子の騎士』 全1巻（講談社）
- 手塚治虫文庫全集『双子の騎士』 全1巻（講談社）